# ホワイトハウスコックス
ホワイトハウスコックス（Whitehouse Cox) は、イギリスを代表する高級レザーブランドである。特にブライドルレザー・グッズが有名で、世界中で販売されている。

## 概要
1875年にイングランド、バーミンガムから北西15キロに位置するウォルソールで、ホワイトハウスとサミュエル・コックスの2名によって創業。
1993年には、主力である3つ折りウォレットが誕生した。
後継者不在のため、147年の歴史に幕を閉じ、2022年末をもって生産終了を発表していた。
その後、株式会社ヤマニ（本社：東京都台東区、代表取締役：中澤貞充）が、「Whitehouse Cox（ホワイトハウスコックス）」ブランドの全世界の商標権を買い取る契約を交わした。
今後「Whitehouse Cox」は、株式会社ヤマニの所有ブランドとして企画・生産・販売される予定である。